# Ботани
Бо́тани (устар. Ботанибей, Ботани-бей, Ботанический залив; англ. Botany Bay) — залив Тасманова моря у восточного берега Австралии, в 8 км к югу от центра Сиднея, открытый Джеймсом Куком 29 апреля 1770 года. Дж. Кук изначально дал заливу название «Stingrays Harbour», то есть Гавань Хвостоколообразных Скатов, так как члены его экипажа там поймали этих больших рыб, но в мае изменил название из-за множества новых растений, которые обнаружили там Джозеф Банкс и Даниэль Соландер, внеся изменения в текст в дневника, созданного на основе бортового журнала, и там вместо Stingray Harbour появляется название Botanist Bay («Бухта ботаника»), а затем суффикс первого из этих слов перечёркивается и добавляется буква y, образуя слово Botany и название Botany Bay («Бухта ботаники»). По другой версии имя заливу дал сам Банкс.
Залив Ботани известен тем, что туда 18-20 января 1788 года пришёл Первый флот из Великобритании с будущими поселенцами Австралии. Однако в связи с отсутствием достаточного количества пресной воды, и, главное, слабой защищённостью залива Ботани от морских ветров 26 января 1788 Первый флот перешёл в более удобный для строительства портов трёхрукавный залив Порт-Джексон, расположенный по морю в 12 км к северу, где и было основано первое европейское поселение в Австралии — Сидней.
В настоящее время город Сидней разросся до залива Ботани. На северном берегу располагается пригород Сиднея — Маскот, где расположен аэропорт Сиднея, причем взлётно-посадочные полосы аэропорта выходят в залив (они частично намыты).
Ширина залива у входа 2,2 км, глубина 18—31 м. В Ботанический залив впадают реки Кук и Джорджес. Приливы полусуточные до 2,3 м.
В заливе находится одноимённый порт. Население в районе залива составляет около 35 тысяч человек.